# Šácholan Soulangeův
Šácholan Soulangeův (Magnolia x soulangeana), nazývaný také magnólie Soulangeova, je zahradní kříženec šácholanu obnaženého a šácholanu liliokvětého. Je to nejčastěji pěstovaný druh magnólie, oblíbený pro své časné a bohaté kvetení.

## Charakteristika
Šácholan Soulangeův je opadavý rozkladitý keř nebo nízký strom dorůstající výšky 2 až 4, výjimečně až 6 metrů. Letorosty jsou lysé. Řapíky jsou 1 až 1,5 cm dlouhé, chlupaté. Listy jsou tenké, obvejčité, s 6 až 15 cm dlouhou a 4 až 7,5 cm širokou čepelí, ve spodních 2/3 postupně se zužující, na bázi klínovité, na vrcholu krátce špičaté. Listy jsou na líci lysé, pouze se zbytky chlupů podél střední žilky na bázi listu, na rubu chlupaté. Žilnatina je tvořena 7 až 9 páry postranních žilek. Květní pupeny jsou vejcovité. Květy se rozvíjejí před olistěním. Okvětí je složeno z 6 až 9 narůžovělých až purpurově červených plátků. Vnější 3 okvětní plátky jsou asi o 1/3 kratší než vnější. Tyčinky jsou 1 až 1,2 cm dlouhé. Pestíky jsou lysé. Souplodí zvané šách je asi 8 cm dlouhé a 3 cm široké, za zralosti černé, s vejcovitými až obvejcovitými, asi 1 až 1,5 cm dlouhými měchýřky pokrytými roztroušenými bílými lenticelami. Semena jsou tmavě hnědá, obvejcovitá a smáčklá.

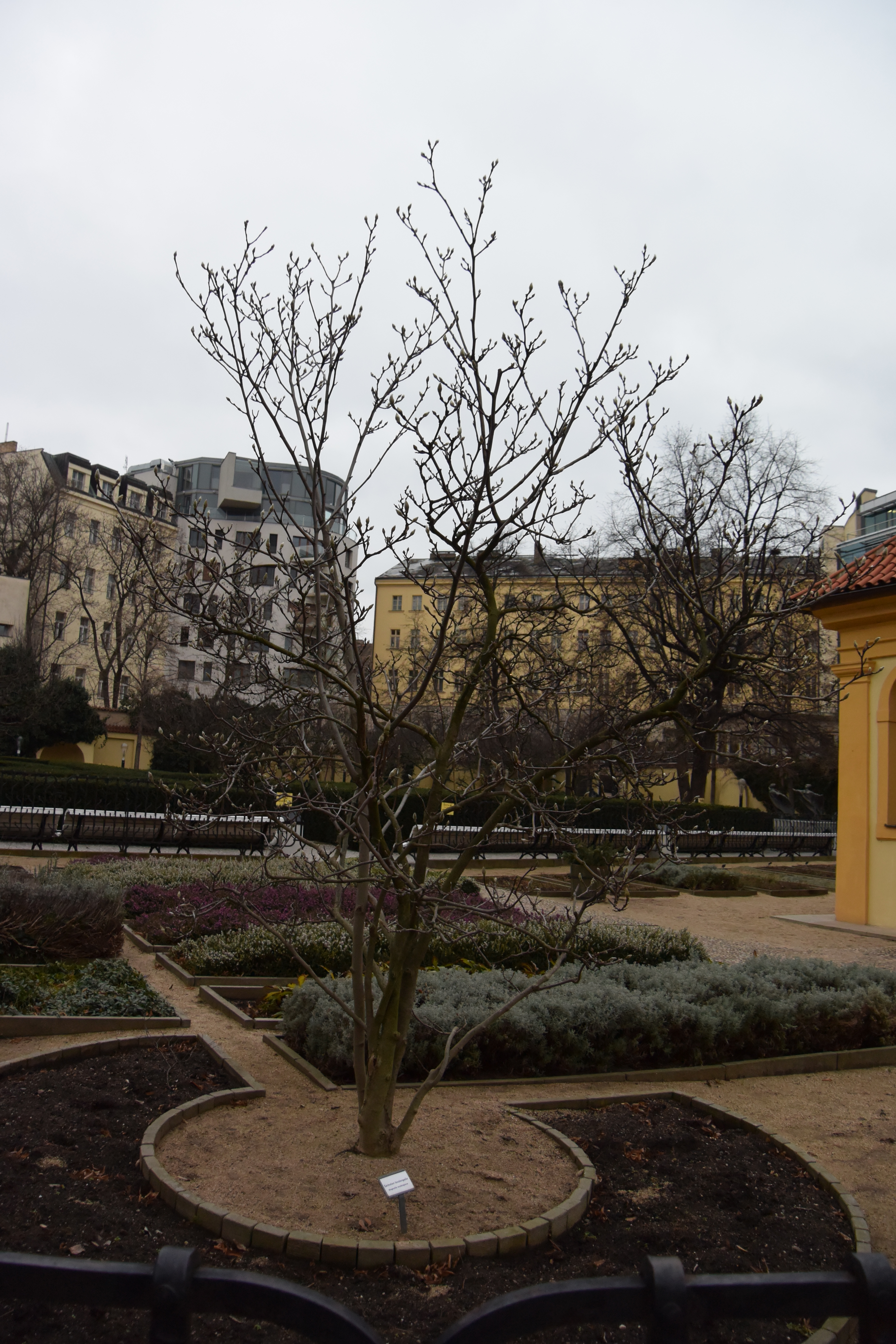
Nerozkvetlý Šácholan Soulangeův v Františkánské zahradě
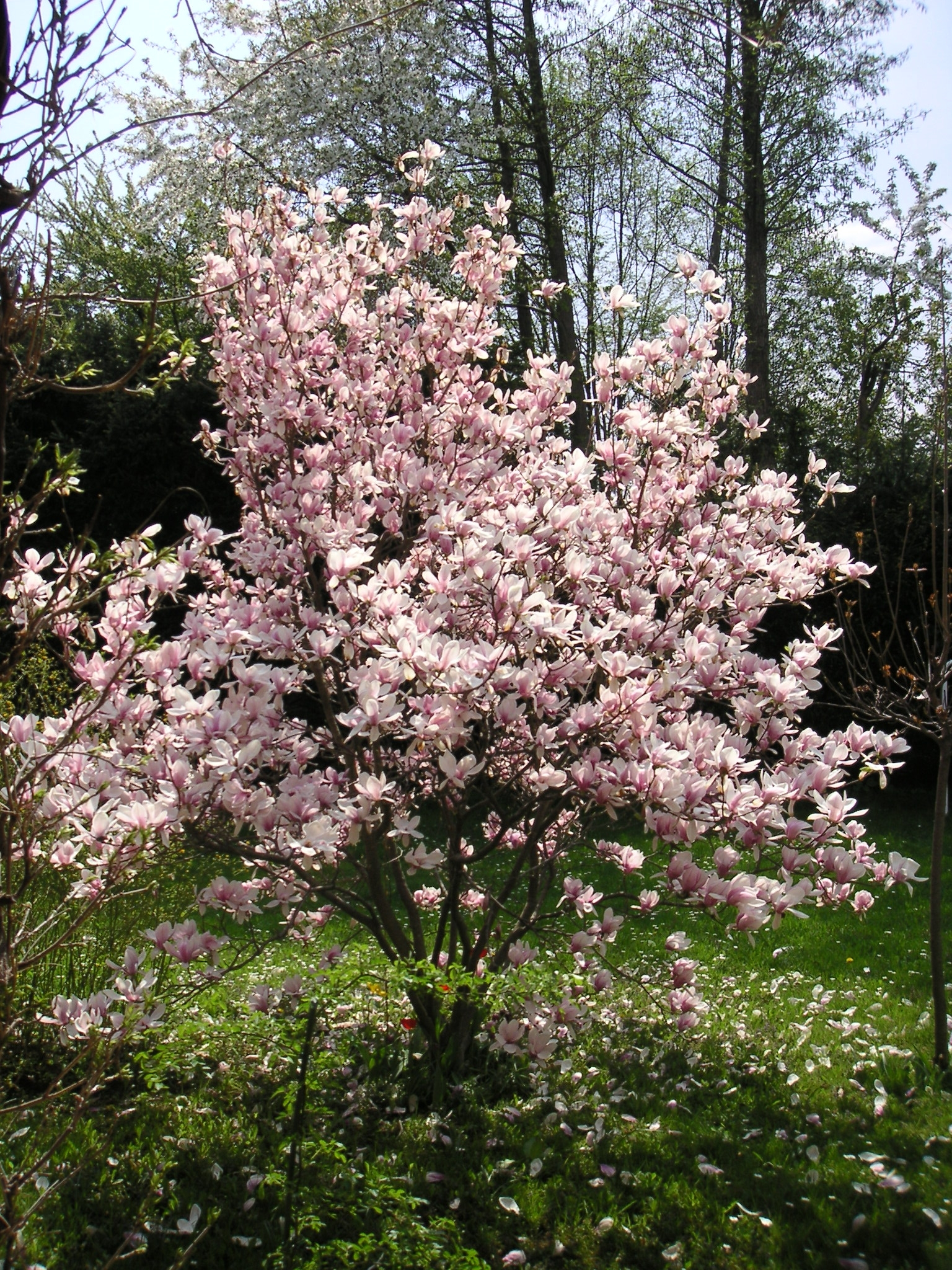
Rozkvetlý šácholan Soulangeův
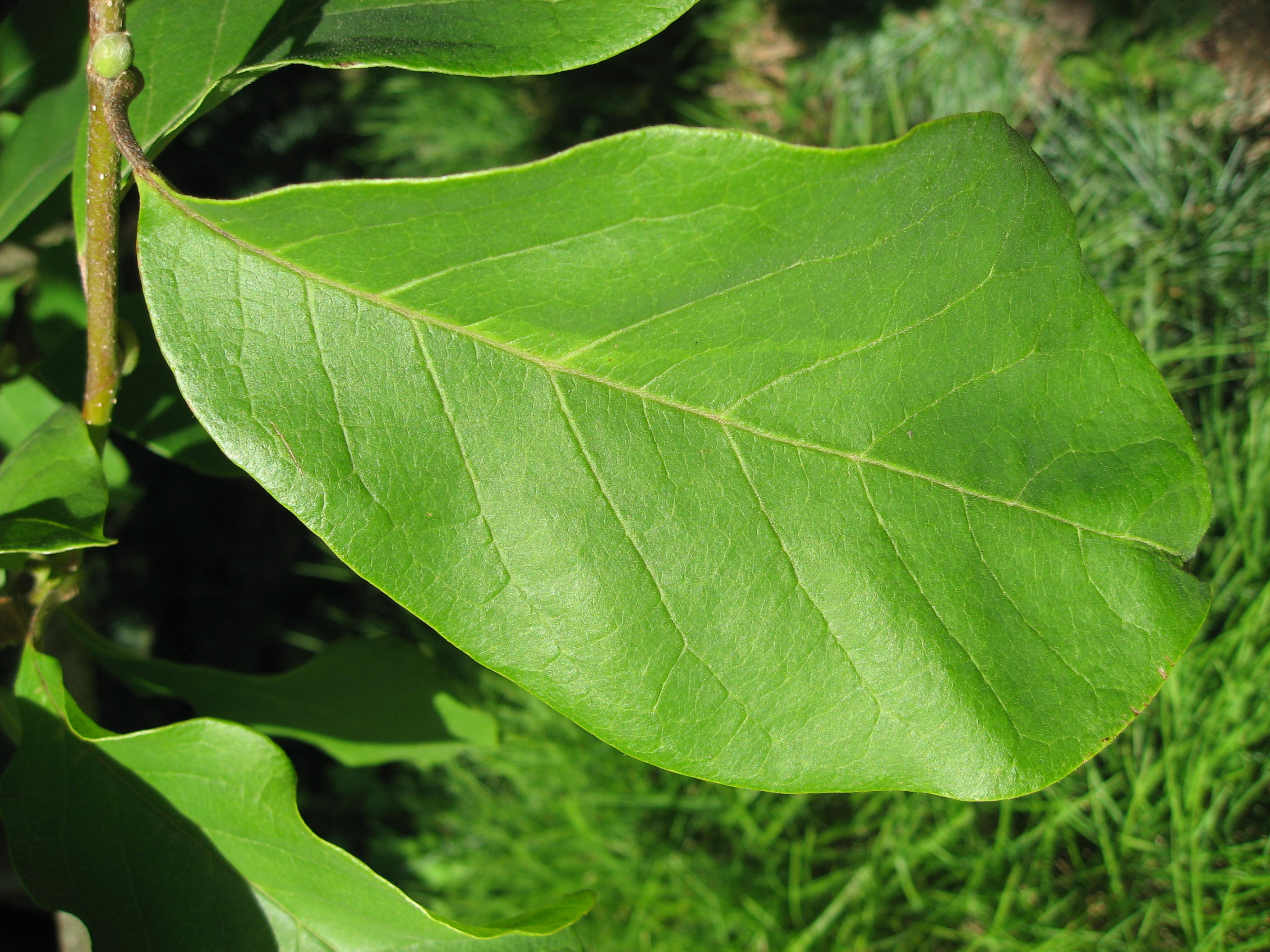
List šácholanu Soulangeova
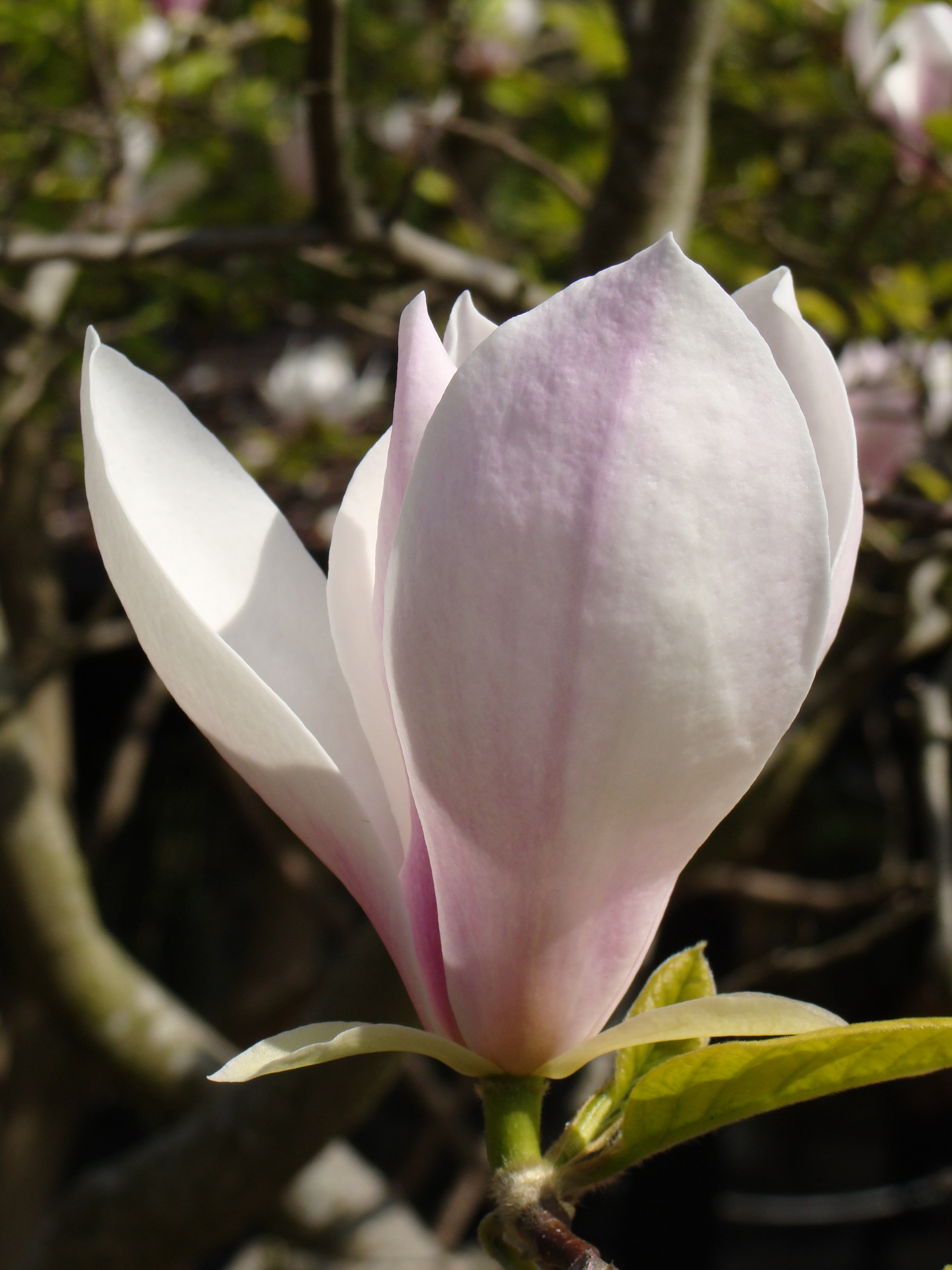
Květ šácholanu Soulangeova
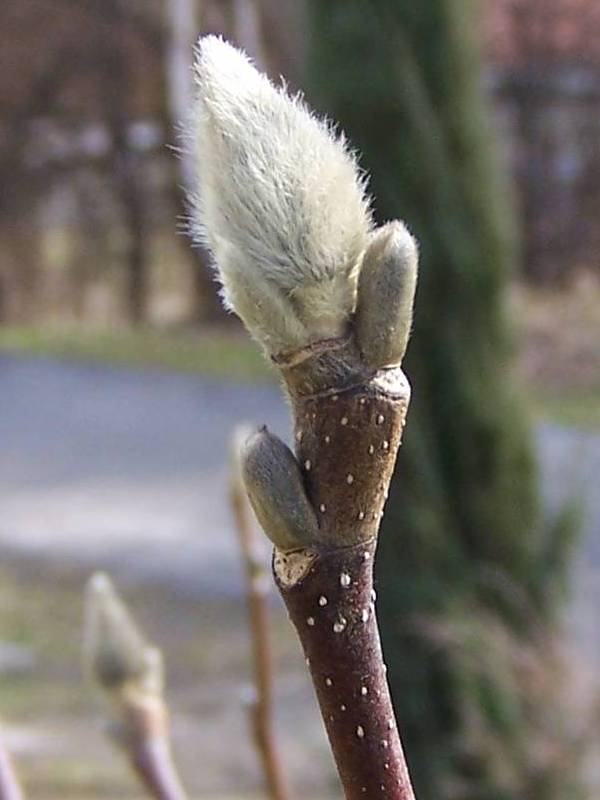
Větévka šácholanu Soulangeova

## Původ
Šácholan Soulangeův byl vyšlechtěn v roce 1820 ve Fromontu u Paříže křížením šácholanu obnaženého (Magnolia denudata) se šácholanem liliokvětým (M. liliiflora). Byl pojmenován po svém šlechtiteli jménem Chevalier Soulange-Bodin. Tyto původní rostliny byly získány opylením šácholanu obnaženého pylem šácholanu liliokvětého. Podobné hybridy však byly později nalezeny i v přírodě v oblastech společného výskytu obou rodičovských druhů.

## Rozlišovací znaky
V době květu lze šácholan Soulangeův odlišit od jiných magnólií kvetoucích před olistěním zejména podle okvětních plátků, které jsou všechny téměř stejné (bez vnějšího kruhu kratších zelenavých plátků nahrazujících kalich), na vnější straně sytě červené až fialové a před rozkvětem střechovitě (ne chlopňovitě) uspořádané.

## Variabilita

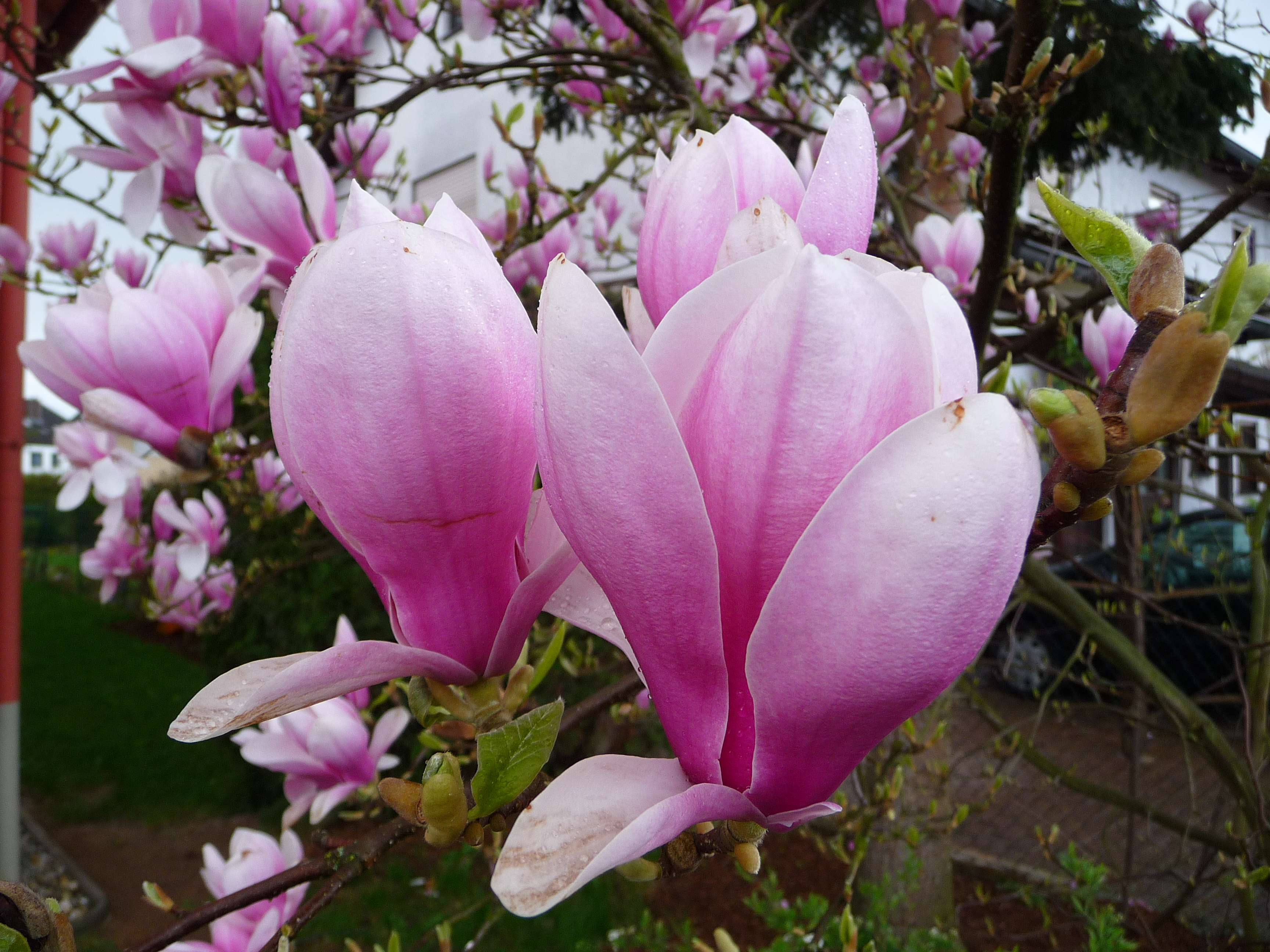
Květy šácholanu Soulangeova

Většina hybridů šácholanů tvoří první generaci křížení, která je dále množena vegetativně. Toto však pro šácholan Soulangeův neplatí. Jeho rozmanitost a Variabilita je částečně dána variabilitou rodičovských druhů, zejména však tím, že kříženci občas tvoří plodná semena. Hybridy se pak mohou dále křížit mezi sebou navzájem, případně i zpětně s rodičovskými druhy. V roce 1975 již bylo napočítáno 103 kultivarů šácholanu Soulangeova.

## Význam
Šácholan Soulangeův je v zemích mírného pásu zdaleka nejoblíbenějším a nejčastěji pěstovaným šácholanem. Pěstuje se v široké škále různých kultivarů, které se liší v barvě, velikosti a tvaru květů, době kvetení i celkovém habitu rostlin. V parcích a botanických zahradách je běžně pěstován. Na Hlavním nádvoří v Průhonickém parku je vysazen v několika kultivarech spolu s oběma rodičovskými druhy, šácholanem obnaženým a šácholanem liliokvětým.